# هيئة تنظيم سوق العمل (البحرين)
هيئة تنظيم سوق العمل المعروفة محليا باسم لمرا هي هيئة حكومية وهبت الاستقلال المالي والإداري الكامل تحت سلطة مجلس إدارة حسب الأصول من قبل وزير العمل.
تأسست الهيئة في 31 مايو 2006 وكلف بتنظيم ومراقبة تصاريح العمل للعاملين المغتربين والعاملين لحسابهم الخاص بالإضافة إلى إصدار تراخيص لوكالات القوى العاملة والتوظيف.